# Chiclana de Segura
Chiclana de Segura és un municipi a l'est de la comarca d'El Condado de Jaén, limita amb la comarca de Segura i la província de Ciudad Real. Està situat en la província de Jaén. El seu territori és forestal, en la zona nord, en dos terceres parts de la seva extensió. La seva part sud és fonamentalment olivera.
La seva activitat econòmica és cent per cent agrària, juntament amb la ramaderia, la caça i els treballs forestals.